# Bombardement de Trévise

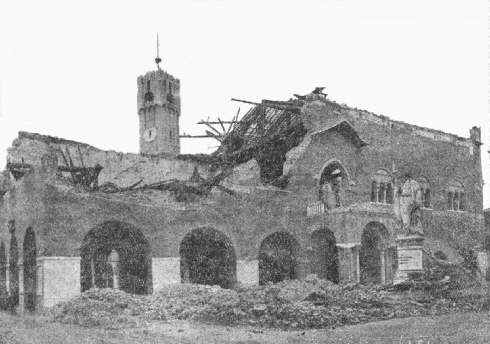
Le Palazzo dei Trecento après le bombardement de 1944

Le bombardement de Trévise est une opération aérienne réalisée par les forces alliées lors de la Seconde Guerre mondiale sur la ville de Trévise, en Italie, le 7 avril 1944.
L'attaque a fait environ 1 600 victimes civiles et a détruit plus de 80 % des bâtiments de la ville, y compris des monuments historiques et artistiques tels que le Palazzo dei Trecento.

## Le bombardement du 7 avril 1944
Au début de 1944, après le débarquement en Sicile, les Alliés ont constaté combien le bombardement des nœuds de communication ferroviaires était une solution efficace pour bloquer la logistique des défenses de l'armée italienne.
Trévise, ville de 60 000 habitants, à l'époque, située dans la région de Vénétie, à 30 kilomètres au nord de Venise, occupe une position stratégique pour les communications ferroviaires dans le nord-est de l'Italie. Elle fut donc bombardée à plusieurs reprises par les forces aériennes alliées.
Utilisant des bases aériennes dans la région des Pouilles, les avions de la 15e US Air Force ont commencé leurs missions contre des cibles dans le nord de l'Italie, en Autriche, en Yougoslavie et en Allemagne, pour infliger de graves dommages à l'armée allemande. Le 7 avril 1944, environ 400 bombardiers B-17 et B-24, escortés par des chasseurs P-38 et P-47, décollent vers plusieurs destinations : les B-17 se dirigent vers Trévise tandis que les B-24 se dirigent vers Mestre et Bologne.
Le premier raid et le plus dévastateur, a eu lieu le 7 avril 1944, le vendredi saint catholique. 159 bombardiers Boeing B-17 Flying Fortress de l'US Air Force, escortés par autant de chasseurs Lockheed P-38 Lightning, ont largué 2 636 bombes (446 tonnes) au cours d'une attaque qui dura à peine sept minutes, de 13h22 à 13h29. La cible était la gare de Trévise mais l'imprécision du bombardement américain fit tomber la plupart des bombes partout dans la ville, détruisant la majeure partie des bâtiments civils et des monuments historiques. Ce bombardement, intervenu le Vendredi saint, a été défini dans la presse de l'époque « la passion du Christ et de Trévise ». Des quartiers résidentiels entiers ont été rasés par les bombes et les incendies qui s'ensuivirent. Les décombres ont continué à fumer pendant deux semaines.

### Victimes
Même si les chiffres sur les morts dus aux bombardements ont été imprécis dans un premier temps, l'estimation est depuis très précise et définitive : les historiens Marco Gioannini et Giulio Massobrio, dans l'ouvrage "Bombardate l'Italia. Histoire de la guerre de destruction aérienne 1940-1945", ont arrêté le nombre à environ 1 600 victimes civiles.
Selon les archives de la municipalité de Trévise, les victimes civiles des bombardements sur la ville ont été au total 1 600, dont 1 470 pour le seul bombardement du 7 avril 1944. Les victimes civiles des bombardements ultérieurs se répartissent comme suit : 15 le 14 mai 1944, 25 le 20 octobre 1944, 10 le 22 décembre 1944 et 10 le 11 janvier 1945,. Cela ferait du bombardement subi par Trévise le 7 avril 1944 la deuxième incursion la plus sanglante subie par une ville italienne, après celle subie par Rome le 19 juillet 1943 qui fit entre 1600 et 3200 victimes. En termes de pertes globales causées par tous les bombardements subis pendant le conflit, Trévise est en revanche « dépassée » par plusieurs autres villes italiennes, dont Milan, Turin, Gênes, Naples, Palerme, Bologne et Foggia.
Toutefois, le nombre de morts parmi les soldats allemands présents, environ 5 000, et répartis dans différents quartiers de la ville, reste à préciser. Selon de nombreux témoignages de l'époque, beaucoup d'entre eux ont péri lors du raid, notamment dans le quartier de Piazza S. Andrea, à l'intérieur d'un abri antiaérien et également à l'hôtel "Stella D'Oro", désigné par beaucoup comme le véritable objectif de l’incursion alliée.
L'opération n'a pas été totalement indolore pour les Alliés qui ont été frappés par les puissantes batteries antiaériennes allemandes avec un barrage de tirs défini comme intense et précis, compte tenu de la présence de pas moins de 15 positions antiaériennes Flak, qui comptaient autant comme 200 pièces d'artillerie, réparties en bande tout autour de la ville de Trévise, à une distance de 5 km du centre ville avec 90 canons antiaériens de 88 mm et 110 mitrailleuses de 22 et 37 mm. Parmi les équipages des bombardiers, il y a eu un mort, quatorze blessés, dont quatre grièvement, et un B-17 abattu.
Dans le temple de la Madonnetta, dans le quartier de Santa Maria del Rovere, il y a deux plaques en souvenir des 123 enfants morts pendant le bombardement ; ce jour-là, dans l'après-midi, une messe de souvenir y est célébrée en présence des autorités civiles et religieuses.

### Causes du bombardement
Après la guerre, les États-Unis d'Amérique ont fourni les documents qui ont motivé le bombardement de Trévise. Cela faisait partie du plan « Strangle » (étranglement) qui prévoyait le bombardement des nœuds ferroviaires pour bloquer les approvisionnements en provenance de l'Allemagne nazie. Déjà en 1943, des photographies avaient été prises de la gare de Trévise et de la ville où étaient repérés les lieux d'intérêt historique et artistique à ne pas toucher. La confusion, parfois invoquée entre les villes de Tarvisio et Trévise est peu probable, tout comme la rumeur selon laquelle il y aurait eu une réunion des chefs nazis, dont Kesselring, à l'hôtel "Stella d'Oro". Ce n'était qu'une rumeur répandue par la propagande et la population locale qui ne pouvait en aucun cas connaître les projets ni la stratégie de l'occupant. De nombreux témoignages de survivants étaient confus et imprécis : ils avaient cru reconnaître des « Spitfire », les chasseurs à double queue qui étaient en réalité des Lockheed P-38 Lightning, ou confondre B-17, beaucoup plus gros, avec des B-24. La gare de Motta et la gare de marchandises étaient l'objectif de la mission du 7 avril 1944. Comme cela s’est produit lors d’autres bombardements catastrophiques de Rome et Terni, par exemple, il n’y avait aucune intention de détruire la ville. Plus simplement, ce qui, pour l'USAAF, était un « bombardement de précision » était en réalité très imprécis. Dans les manuels militaires, un bombardement est considéré « réussi » et « précis » si, au moins, 50 % des bombes tombent à moins de 305 mètres de la cible. Le Palazzo dei Trecento se trouvait à 700 mètres de la cible, dans une zone facilement sujette à la chute de nombreuses bombes, même lors d'un raid « concentré ». Le système de ciblage utilisé à l'époque, le viseur Norden était officiellement à la pointe de la technologie, mais en présence d'écrans de fumée et de tirs antiaériens, le bombardier devait augmenter son altitude, ce qui élargissait exagérément la zone à bombarder. En outre, les prétendues formations de combat Combat box (it) ont largué des bombes sur un vaste territoire : il était inévitable qu'une partie du centre historique soit touchée.
Plus d'une fois, les bombes larguées de manière très imprécise, ont dévasté des centres habités comme cela s'est produit à Trévise, avec des résultats catastrophiques. La consultation des archives historiques de l'US Air Force a permis la publication du livre « Objectif Vendredi Saint - Le bombardement de Trévise le 7 avril 1944 » édité par le Département de la Culture de la commune de Trévise.
Selon la stratégie des Alliés, les bombardements de la population civile n'étaient pas exclus et même considérés comme une incitation pour la population à réagir contre un gouvernement incapable de la défendre. Considérez aussi qu'à cette date, la République Italienne de Salò était une nation ennemie et ne bénéficiait pas des mêmes précautions que les alliés avaient réservées à la population française.

### Anniversaire
Chaque 7 avril, à 13h05, les autorités civiles, religieuses et militaires italiennes commémorent l'attentat sur la Piazza dei Signori. Parmi elles, l'association "Trévise 7 avril 1944", qui a fait revivre cette coutume oubliée depuis de nombreuses années. Les autorités présentes à la cérémonie restent silencieuses en écoutant la lecture de quelques poèmes sur l'attentat, écrits par différents auteurs de Trévise et accompagnés d'une musique de fond au violon. La cloche du Campanón de 'l cànpo (c'est-à-dire la Tour Civique) sonne le glas aussi longtemps que cet événement tragique, soit 7 minutes. Pendant les 7 minutes où l'on se souvient de l'attentat, beaucoup, s'ils le peuvent, tentent d'interrompre leurs activités pour participer au bref moment de réflexion. Le drapeau blanc et bleu clair qui trône sur le clocher de la Piazza dei Signori est mis en berne toute la journée.